# Home Sweet Home (YUKI单曲)
「Home Sweet Home」是YUKI的第7张单曲。

## 简介
- 前作「ハミングバード」和专辑『commune』发行之后，因为怀孕生产而暂时停止活动1年5个月后的最新单曲。
- B面曲「AIR WAVE」不仅在后来的专辑『joy』中收录，其演唱会版本还在单曲「歓びの种」中收录，作为B面曲被这么多专辑收录是比较少见的[1]。
- 在ORICON周间单曲榜有最高第9位记录，自「スタンドアップ!シスター」以来隔了两首单曲再次进入前10位。

## 歌曲出处
Home Sweet Home
动画电影 《火影忍者剧场版：大活剧！雪姬忍法帖！！》主题曲
作词：YUKI
作曲：田中ユウスケ
编曲：田中ユウスケ
歌：YUKI

## 收录曲
（全作词：YUKI）
1. Home Sweet Home
  - 作曲・编曲：田中ユウスケ
  - 东宝发行动画电影『火影忍者剧场版：大活剧！雪姬忍法帖！！』主题曲、九州电力广告曲。
  - 是YUKI单飞后第一次和动画联合的作品。
2. AIR WAVE
  - 作曲・编曲：Andy Sturmer
3. Home Sweet Home（Instrumental）

## 收录专辑
- joy（#1, #2）
- five-star（#1）